# Hänscheid
Hänscheid ist ein Ortsteil der nordrhein-westfälischen Gemeinde Ruppichteroth im Rhein-Sieg-Kreis in Deutschland.

## Lage
Hänscheid liegt im Bröltal. Direkter Nachbarort ist Schönenberg, im Nordwesten liegt Bröleck, im Süden Kuchem und Rose. Durch den Ort führt die Landesstraße 86.

## Einwohner
Hänscheid wurde erstmals im Jahr 1384 als Haenscheidt urkundlich erwähnt. Vermutlich stammt der Ortsname aus dem Althochdeutschen und beschreibt eine Siedlung in einem hoch gelegenen Wald.
1809 hatte der Ort 120 katholische Einwohner.
1910 waren 35 Haushalte in Hänscheid verzeichnet, was einen Überblick über das Dorfleben Anfang des 20. Jahrhunderts bietet: 
Maurer Joh. Beiert, Vollziehungsbeamter Hubert Dohr, Schneider Johann Dohr, die Ackerer Hubert und Josef Ferres, zwei Joh. Honscheid (davon einer Briefträger), Ackerer Joh. Hoscheid, Fabrikarbeiter Joh. Franz Joest, Umbragrubenbesitzer Joh. Franz Jünkersfeld, Ackerin Wwe. Peter Josef Jünkersfeld und Ackerer Josef Jünkersfeld, Kalkbrenner und Metzger Heinrich Lohr, die Familien Lückeroth mit Wirt Peter Franz, Schmied Wilhelm Franz, Ackerer Heinrich Josef, Schmied Hubert, Landwirt WWe. Johann Franz, Ackerer Peter Johann, Briefträger Josef und Ackerer Wilhelm Joh., dann Schneidermeister Josef Neßhöfer, Landbriefträger Heinrich Oberhäuser, Handelsmann Joh. Pütz, Schuster Peter Pütz, Schreiner Josef Rödder, Ackerin Wwe. Johann Franz Schmidt, Zugführer Wilhelm Schmidt, Kostümnäherin Ursula Schmitt, Tagelöhner Wilhelm Stricker, Hauptlehrer Peter Hubert Tondorf sowie die Familien Weiand mit den Fabrikmeistern Arnold und Johann Peter, Ackerer Wilhelm und Schreiner Josef. Im Ort gab es einen Gesangs- und einen Bienenzuchtverein.
1925 waren in Hänscheid nur noch neun Haushalte verzeichnet.